# Szpilczyna
Szpilczyna – wieś na Ukrainie w rejonie lwowskim (do 2020 roku w rejonie przemyślańskim) należącym do obwodu lwowskiego. Przez wieś przebiega ukraińska droga krajowa N09. 

## Historia
W II Rzeczypospolitej w gminie Bóbrka w powiecie bóbreckim województwa lwowskiego. W 1943 r. wieś liczyła 110 zagród i ok. 550 mieszkańców, z czego połowa była Polakami. Drugą połowę stanowili Ukraińcy. Mieszkała tu też jedna rodzina ormiańska – Teodorowiczowie, oraz 3 rodziny czeskie. W latach 1942–1944. nacjonaliści ukraińscy z OUN-UPA nie zaatakowali wsi, gdyż działała tu silna polska samoobrona. Od lipca 1944 ochronę przejął istriebitielnyj batalion, w którym służyło wielu Polaków.